# Empire de Gao
VIIe siècle – vers 1464
Entités suivantes :
- Empire songhaï

L'empire de Gao est un État précolonial d'Afrique de l'Ouest dont les premières phases de développement remontent au VIIe siècle autour de la ville de Gao. L'empire devient un carrefour majeur du commerce transsaharien dont l'influence est similaire à celle de l'empire du Ghana.
L'islamisation de la région s’amorce entre les Xe et XIe siècles sous l'influence de la dynastie Za ou Zuwa. Les stèles funéraires découvertes à Gao-Saney (en) ainsi que l'archéologie confirment que cette dynastie constitue une seconde phase importante de l'empire de Gao dont l'extension et l'influence reste importante grâce au contrôle des voies commerciales.
À la fin du XIIe siècle, l'influence déclinante de l'empire le voit intégré à l'empire du Mali probablement par conquête militaire de Sakoura, puis ultérieurement par voie pacifique par Mansa Moussa. Au XIIIe siècle, la dynastie Sonni émerge et s'émancipe du Mali déclinant. Au XVe siècle, les conquêtes de Sonni Ali Ber marquent un tournant dans la formation de l'empire songhaï, une résurgence de l'empire de Gao.

## Sources pour l'histoire de Gao
Concernant l'histoire de la ville, excepté quelques épitaphes en arabe sur des pierres tombales découvertes en 1939 au cimetière de Gao-Sané, à 6 km à l'est de la ville, ou 
,,, il n'existe pas d'écrits locaux antérieurs au milieu du XVIIe siècle. Les informations concernant l'histoire ancienne se trouvent dans les écrits des géographes arabes du Maroc, de l'Égypte et de l'Andalousie, qui n'ont jamais visité la région. Les auteurs font référence à la cité sous les noms de Gawgaw ou Kuku. Les deux chroniques clés du XVIIe siècle, le Tarikh es-Soudan (« Histoire du Soudan ») et le Tarikh el-fettach (« Chronique du chercheur »), proposent des informations sur la ville à l'époque de l'empire songhaï, mais elles ne contiennent que quelques vagues indications sur les temps antérieurs. Ces chroniques, en général, ne citent pas leurs sources et leurs comptes rendus pour les périodes anciennes sont probablement basés sur la tradition orale et, pour les événements d'avant la seconde moitié du XVe siècle, ils sont peu fiables, d'autant qu'en la circonstance les deux chroniques donnent parfois des informations contradictoires.
Les historiens du XXe siècle considèrent Gao comme relativement peu importante par rapport à l'empire du Ghana, cependant l'étude de 2018 de Michael Gomez soutient que Gao constitue en réalité la première cité-État d'Afrique de l'Ouest, fournissant un modèle clé pour l'empire du Ghana et par la suite les empires du Mali et du Songhaï, et que la région du Niger moyen qu'elle domine est économiquement et politiquement interconnectée avec le Sahel, la savane et le Moyen-Orient d'une manière qui en fait une partie importante du commerce transsaharien.

## Histoire

### Royaume de Gao

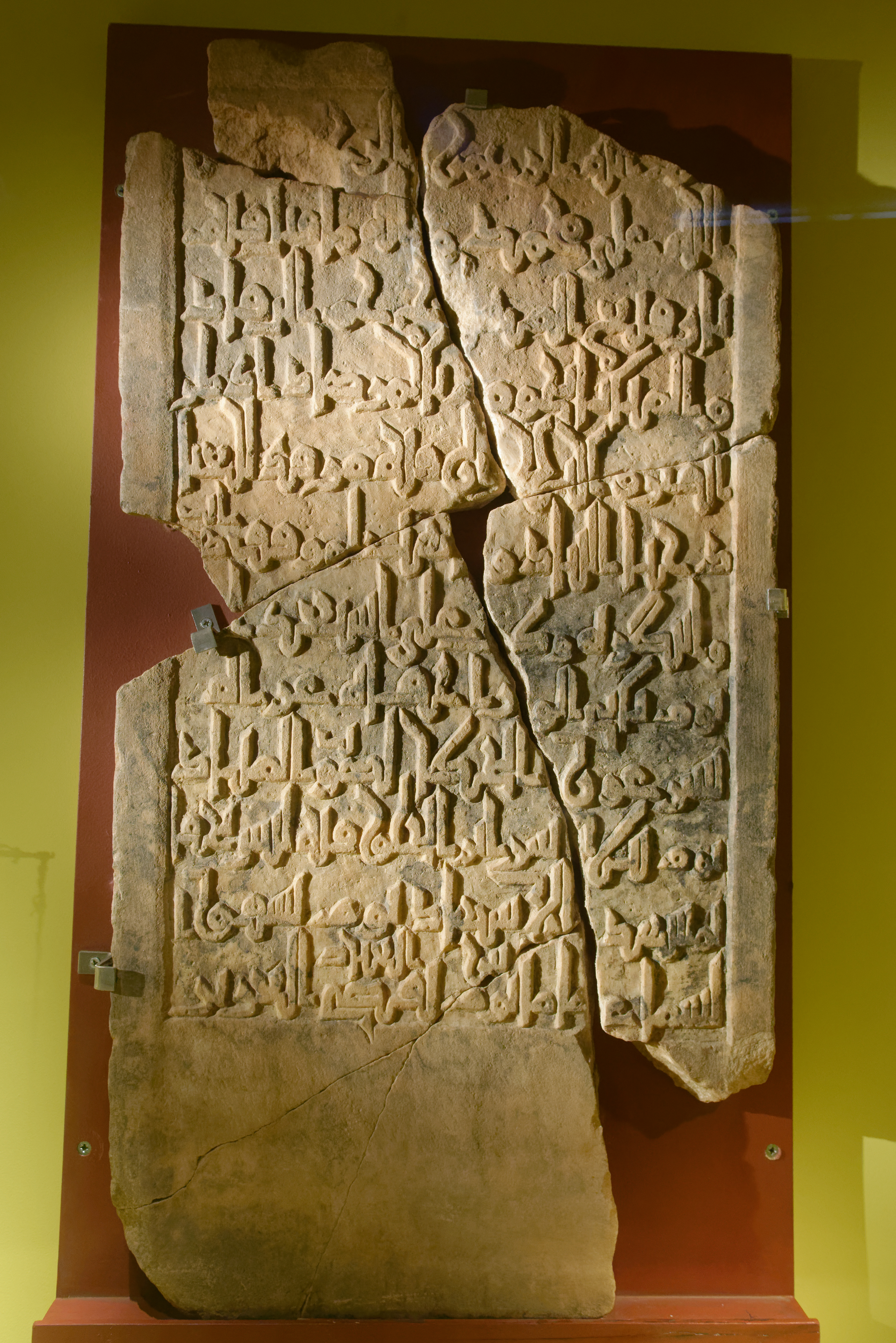
Une stèle retrouvée à Gao-Saney, aujourd'hui au Musée national du Mali

La ville de Gao-Saney (en) est fondée au VIIe siècle, permettant de retracer l'origine du royaume à cette période. Les touaregs sanhadjas fondent au VIIe siècle Kukiya (en),. Du milieu du VIIIe siècle au milieu du Xe siècle, la ville de Gao devient un important carrefour commercial,. Avant le Xe siècle, un groupe culturel parlant le songhaï semble s'imposer. Ces songhaïs sont des cavaliers réputés originaires de la partie la plus orientale de la boucle du Niger. Ils s'imposent comme les nouveaux souverains du royaume de Gao.
La plus ancienne mention de Gao est due à Al-Khwârizmî, qui écrit dans la première moitié du IXe siècle. À cette époque, Gao est déjà une importante puissance régionale. En 872, dans son Tarikh, Al-Yaqubi écrit à son propos : 

« Voici le royaume de Gawgaw, qui est le plus grand des royaumes du Soudan, le plus important et le plus puissant. Tous les royaumes obéissent à son roi. Gawgaw est le nom de la ville. Outre cela, il y a un certain nombre de royaumes dont les dirigeants lui prêtent allégeance et reconnaissent sa souveraineté, bien qu'ils soient des rois sur leurs propres terres. »

— traduction libre
Ibn al-Faqih, qui écrit vers 903, mentionne une route caravanière reliant l'Égypte à l'ancien Ghana via Gawgaw, mais Ibn Hawqal, écrivant en 988, constate que la vieille route venant d'Égypte et menant au Soudan avait été abandonnée durant le règne de Ahmad Ibn Touloun (qui gouverna l'Égypte de 868 à 884) car des caravanes avaient été attaquées par des bandits et parce que d'autres avaient été ensevelies par le vent de sable. Cet itinéraire direct était remplacé par un chemin passant par Sijilmassa avant de bifurquer vers le Sud pour traverser le Sahara.
La réévaluation des sources, au regard des données archéologiques, permet de considérer que le royaume du Gao possède une influence politique et militaire se rapprochant de celui de l'empire du Ghana dès le IXe siècle. Plusieurs villes importantes du commerce transsaharien se trouvent sous influence du Gao sans dépendre des voies commerciales contrôlées par le Ghana. Ces voies traversent le Sahara et se dirigent directement vers l'Ifriqiya, Tripoli et l'Égypte.

### Islamisation

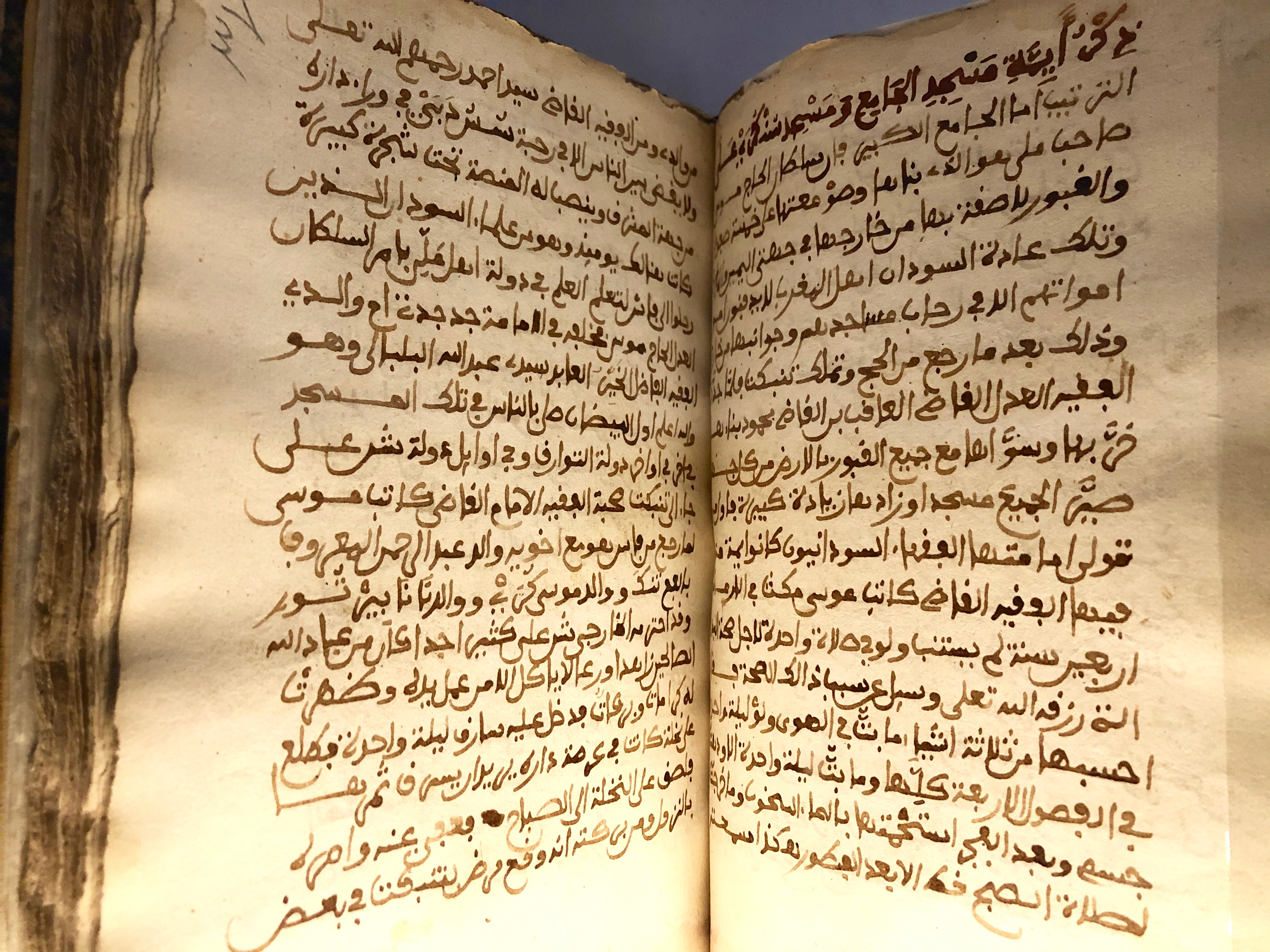
Tarikh es-Soudan

Es Saâdi, dans son Tarikh es-Soudan, donne une date plus tardive quant à l'introduction de l'islam. Il recense trente-deux dirigeants de la dynastie Za (ou dynastie Zuwa) et affirme que, en 1009-1010, le quinzième, Zuwa Kusoy, fut le premier à se convertir à l'islam. Il ne précise pas où ils résidaient, à l'exception du fondateur légendaire de la dynastie, Zuwa Alayman, qui, selon lui, serait venu du Yémen pour s’établir dans la ville de Koukiya. Koukiya est mentionné dans le Tarikh el-fettach et le Tarikh es-Soudan. On pense qu'elle se trouvait aux abords du village actuel de Bentiya sur la rive est du Niger, 134 km à l'est de Gao. Des pierres tombales avec des inscriptions en arabe, datant du XIVe siècle, ont été trouvées à cet endroit. Le problème est que la liste dynastique présentée repose sur un assemblage de plusieurs dynasties visant à présenter une fausse continuité et une islamisation précoce contredite par différentes sources contemporaines.
Les inscriptions funéraires permettent d'identifier quatre série de dirigeants distincts dont le titre évolue. Cette transition coïncide avec un changement dynastique et une islamisation qui se produirait entre les Xe et XIe siècles. Durant cette période, il est probable que des souverains se convertissent à l'islam, mais les réformes ne sont pas observées avant 1076.

Au Xe siècle, Gao est déjà islamisée et est décrite comme constituée de deux villes distinctes. Al-Muhallabi, mort en 990, note à propos de son roi, dans un document perdu mais cité dans un dictionnaire biographique compilé par Yaqout al-Rumi :

« Leur roi prétend devant ses sujets être un musulman et la plupart d'entre eux font aussi semblant d'être musulmans. Il y a une ville sur le Nil [Niger], sur la rive orientale, appelée Sarnah, où il y a des marchés et des maisons de commerce, avec un trafic intense avec tous endroits. Il a une autre ville, sur la rive occidentale du Nil [Niger], où il vit avec ses hommes et ceux qui ont sa confiance. Il y a une mosquée là où il prie, mais le terrain commun pour les prières est entre les deux villes. »

— traduction libre
Il semble que ce processus d'islamisation soit directement lié au changement politique qui s'opère à Tadmekka, suggérant une étroite connexion politique avec Gao en plus de leur connexion commerciale. Cette hypothèse suggère l'émergence d'une dynastie idéologiquement influencée par les Almoravides.

### L'empire de Gao et les Almoravides
Les preuves archéologiques montrent qu'il y eut deux peuplements sur la rive est du Niger : Gao l'ancienne, qui se situait là où se trouve la ville actuelle, à l’est du tombeau des Askia, et le site archéologique de Gao-Sané, situé environ 4 km à l'est. Le lit de l'oued Gangaber passe au sud de la butte (tel) où se trouvait Gao-Sané, et au nord de Gao l'ancienne. Les poteries importées et le verre retrouvés à Gao-Sané montrent que le site fut occupé du VIIe au XIIe siècle. Il est possible que Gao-Sané corresponde à la cité de Sarnah mentionnée par Al-Muhallabi. Al-Bakri, écrivant en 1068, relate aussi l'existence de deux villes mais, vers 1154, Al Idrissi n'en parle pas. Al-Muhallabi et Al-Bakri situent tous les deux Gao sur la rive ouest (rive droite) du Niger. Au XVIIe siècle, le Tarikh el-fettach dit aussi qu'au Xe siècle Gao était située du côté de Gourma, c'est-à-dire sur la rive droite (ouest) du fleuve. Une grande dune, la « dune rose », se trouve sur la rive ouest en face de Gao, mais, à Koima, sur les bords de la dune à 4 km au nord de Gao, des dépôts de surface indiquent un peuplement antérieur au IXe siècle. Cela pourrait être la ville mentionnée par les auteurs du Xe et XIe siècles. Le site n'a pas encore été fouillé.
La découverte des pierres tombales de Gao-Sané en 1939 a fourni aux historiens de nouvelles informations sur l'empire de Gao. Les trois grands dirigeants musulmans, morts en 1100, 1110 et 1120, peuvent être identifiés comme appartenant la dynastie Zuwa. L'islamisation de la dynastie n'a donc pas commencé au début mais à la fin du XIe siècle, à l'époque des Almoravides. Le rôle des Almoravides dans le processus a été âprement débattu. Antérieurement, les rois de Gao-Sané étaient considérés comme issus des Almoravides, mais, plus récemment, il a été avancé qu'ils seraient, en fait, des convertis issus d'une grande dynastie africaine trouvant probablement son origine dans l'ancien empire du Ghana.

### Le déclin de l'empire
Vers la fin du XIIe siècle, Gao perd son indépendance et devient une composante de l'expansionniste empire du Mali. Ce qui arrive aux rois Zuwa n'est pas connu. Vers la fin du XIIIe siècle, les armées de l'empire du Mali achèvent la conquête du royaume de Gao et son intégration. Le dirigeant du Gao devient un gouverneur provincial et devient un État tributaire. Cependant, cette dimension militaire de la conquête est remise en question puisqu'au retour de son pèlerinage, Mansa Moussa ne possède plus la même armée qu'à son aller et ne devrait théoriquement pas être en mesure de conquérir le Gao par la force. Dans les sources arabes, deux versions s'opposent : l'une indique que Sakoura effectue la conquête du Gao, l'autre indique que le Gao se soumet pacifiquement lors du retour de Mansa Moussa. Ces deux versions ne sont pas incompatibles. Les différents projets de constructions entrepris par Mansa Moussa dans les principales villes de l'empire du Gao plaident en faveur d'un assujetissement pacifique, ou d'un renouvellement de celui-ci.
Ibn Battûta visite Gao en 1335, alors que la ville fait partie de l'empire du Mali. Il arrive par bateau à Tombouctou à l'occasion de son voyage de retour :

« Je suis allé à la ville de Gawgaw, qui est une grande ville sur le Nil [Niger], une des plus belles, plus grandes et plus fertiles du Soudan. Il y a ici beaucoup de riz, de lait, de poulets, de poissons et le concombre n'a pas son pareil. La population achète et vend en utilisant des cauris, comme les populations du Mali. »

— traduction libre
Après être resté un mois dans la ville, Ibn Battûta la quitte en direction de Takedda, partant avec une caravane comprenant 600 femmes esclaves.
Au XIIIe siècle, la dynastie Sonni (en) est fondée et lutte contre l'hégémonie du Mali, parvenant périodiquement à devenir indépendante au XIVe siècle,. L'origine de cette dynastie reste discutée. Il faudra attendre la première moitié du XVe siècle pour que Sonni Souleimane Dama soit en mesure de se défaire du joug du Mali. Son successeur, Sonni Ali Ber (1464–1492), agrandira considérablement le territoire. Le territoire administré par cette nouvelle dynastie prend le nom d'empire songhaï.

## Société
Le royaume de Gao se situe sur le Niger, à un carrefour du commerce transsaharien liant le Soudan et le Sahel à l'Afrique du Nord. Cette position est concentrée autour de la ville de Gao. Le royaume s'étend sur les deux rives du Niger. La position stratégique des villes de Gao sur le Niger lui donne accès à plusieurs activités économiques de subsistances sur lesquelles s'appuient les populations. Les bords du fleuve sont utilisés pour l'agriculture par les Doh Les Sorkos, une ethnie de pêcheurs, maîtrisent la navigation sur la rivière. Les Gow sont quant à eux des chasseurs de crocodiles et d'hippopotames. À ceux-ci s'ajoutent des chameliers Touaregs qui intègrent les villes et guides les caravanes commerciales.
Les échanges commerciaux se concentrent à Gao, la capitale. Il y circule de l'or, du sel, des esclaves, des noix de kola, du cuir, des dattes et de l'ivoire. À Gao, on exploite également de l'ivoire d'hippopotame prisé par les artisans du Maghreb et d'Espagne. Les dirigeants établissent des taxes permettant de réguler la circulation des produits et l'enrichissement du royaume. Contrairement aux régions orientales du bassin du Tchad, la traite des esclaves n'occupe pas une place prépondérante dans l'économie de l'empire du Gao.

### Crédits
- (en) Cet article est partiellement ou en totalité issu de l’article de Wikipédia en anglais intitulé « Gao Empire » (voir la liste des auteurs).